# Acacia pluriglandulosa
Acacia pluriglandulosa är en ärtväxtart som beskrevs av Bernard Verdcourt. Acacia pluriglandulosa ingår i släktet akacior, och familjen ärtväxter. Inga underarter finns listade i Catalogue of Life.